# دون ميتشيل (بروفيسور)
دون ميتشيل (بالإنجليزية: Don Mitchell)‏ هو جغرافي وبروفيسور أمريكي، ولد في 1961.